# Nikolai Artschilowitsch Sabolotny
Nikolai Artschilowitsch Sabolotny (russisch Николай Арчилович Заболотный; * 16. April 1990 in Leningrad, Russische SFSR, Sowjetunion) ist ein russischer Fußballtorwart.

## Karriere
Der Torwart spielte bis 2013 für Spartak Moskau in der Premjer-Liga. In der Saison 2012/13 war er an den FK Rostow verliehen. Von 2014 bis 2017 lief er für Ural Jekaterinburg auf. Nach einem halben Jahr bei Rotor Wolgograd wechselte er zum FK Sotschi.